# Periplaneta americana
La blatta americana (Periplaneta americana (Linnaeus, 1758) o scarafaggio rosso è un insetto blattoideo della famiglia Blattidae. È uno degli insetti infestanti più comuni nelle aree urbane di tutto il mondo ed è la specie di blatta più grande tra quelle che condividono gli ambienti di vita con l'uomo.

## Descrizione
La blatta americana ha un colore marrone rossastro, leggermente giallognolo lungo il margine dello scudo del pronoto, che chiude un'area centrale marrone scuro. È un insetto di dimensioni notevoli, variabili da 34 a 53 mm (in media 40 mm). Come in tutte le blatte, la femmina presenta un addome più largo rispetto al maschio. Le ali sono ben sviluppate in entrambi i sessi: nel maschio più lunghe dell'addome, nella femmina di pari lunghezza.

L'ooteca ha un colore variabile tra il rosso scuro e il marrone scuro, è lunga circa 8 mm e larga 5. Presenta dei solchi di suddivisione che non arrivano a metà larghezza e generalmente può contenere fino a 16 uova distribuite metà su ogni lato.

Nei primi stadi ninfali, che son molto difficili da vedere, la colorazione è uniformemente marrone grigiastra sul lato dorsale e più chiara e lucida ventralmente. I cerci sono sottili, distintamente assottigliati dalla base verso l'estremità e circa 5 volte più lunghi che larghi. Gli stadi ninfali più avanzati sono di colore marrone rossastro con i margini laterale e posteriore del torace e le aree laterali dei segmenti addominali un po' più scuri. Le antenne sono di colore uniformemente marrone.

## Biologia

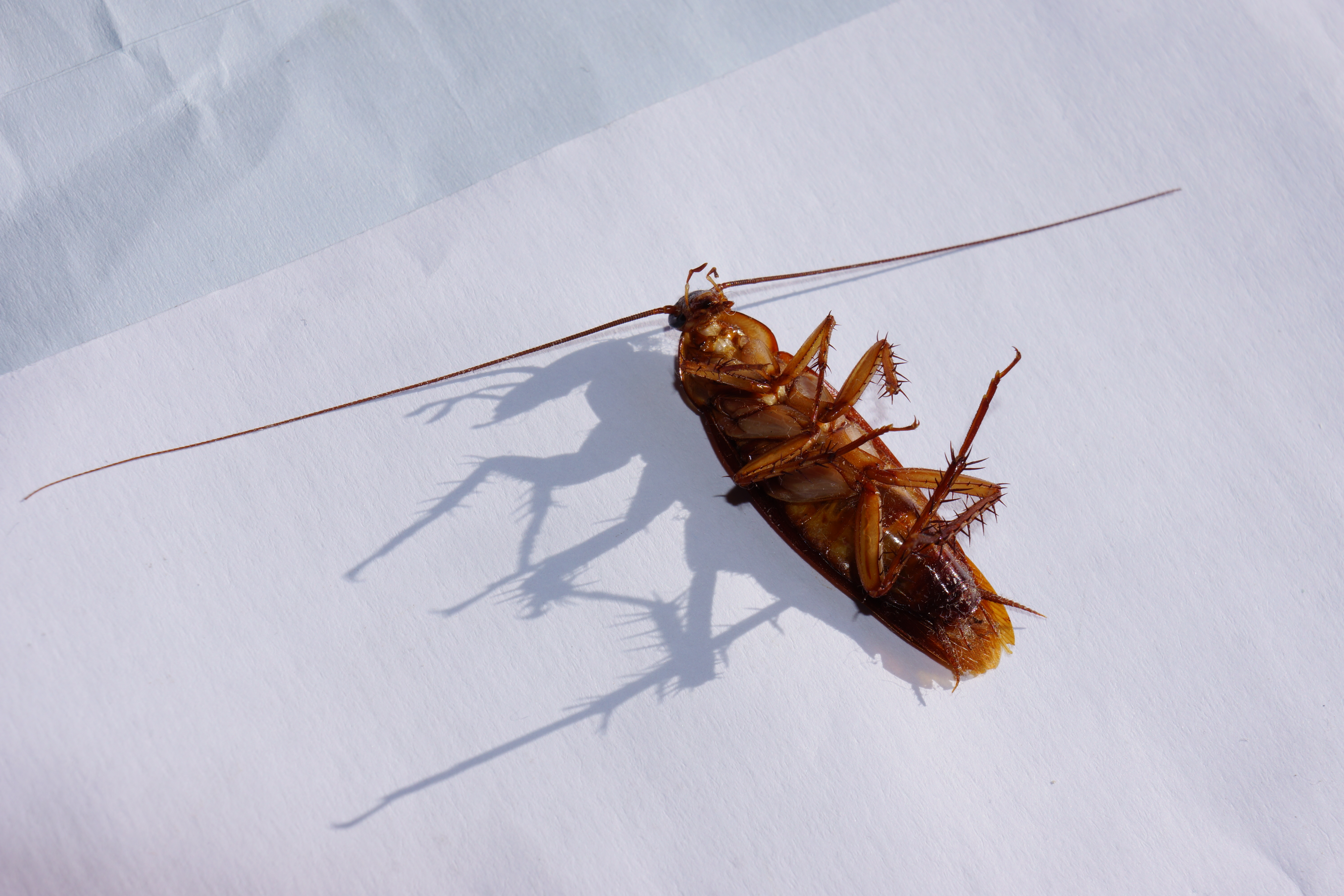
Esemplare morto a causa di insetticida.

La blatta americana raramente effettua voli, le femmine adulte possono planare da luoghi alti se minacciate, mentre i maschi adulti sono volatori capaci di alzarsi da terra per alcuni metri cambiando anche direzione in aria, e utilizzano il volo per spostarsi anche se non sono in pericolo. La differenza nella capacità di volo dei due sessi è dovuta alla lunghezza delle ali, che nel maschio superano l'addome, (reggendo il peso dell'insetto) diversamente dalla femmina, dove le ali sono più corte. Inoltre, la blatta americana è un mediocre arrampicatore e la maggior parte delle volte lo si può vedere per terra. Può facilmente spostarsi su superfici ruvide, come legno o blocchi di cemento, e riesce anche ad arrampicarsi su muri e superfici lisce. Le blatte americane hanno però capacità corsorie notevoli e riescono a spostarsi molto velocemente a terra. 
Generalmente sono attivi nelle ore notturne; vederli alla luce del giorno presuppone l'esistenza di una notevole infestazione. Infatti, in tali orari solitamente riposano in zone oscure e riparate. Istintivamente rifuggono la luce: infatti, se di sera si accende improvvisamente l'interruttore della luce in un locale infestato, si vedranno le blatte, che stavano liberamente scorrazzando, precipitarsi fulmineamente nelle zone più riparate ed oscure della stanza.

### Dieta
Dal punto di vista alimentare è una specie onnivora ed opportunistica. Questi scarafaggi si nutrono generalmente di materia organica in putrefazione, ma mangiano pressoché qualsiasi cosa. Preferiscono le sostanze dolci e sono ghiotti di liquidi fermentati, tanto da essere stati trovati anche in bottiglie di birra semivuote. 

### Ciclo vitale
Le ooteche contengono fino a 16 uova, con una media di 10, e vengono depositate e cementate su superfici vicine a fonti di nutrimento o lasciate cadere in crepe. La femmina non depone la capsula delle uova appena questa è formata, ma la può portare con sé, come un corpo che sporge posteriormente dal suo addome, per un periodo che varia da qualche ora a 4 giorni. 
Le uova si schiudono in circa due mesi e raggiungono la maturità con 13 mute in circa 6 mesi.
La femmina può produrre 12-14 ooteche che schiudono dopo 30-45 giorni. Il potenziale della specie è alto, se non viene frenato dal freddo invernale. 
Lo sviluppo si compie in un periodo di durata variabile tra 5 e 15 mesi in relazione alle condizioni di temperatura e umidità. Gli stadi giovanili passano attraverso 7-13 mute e gli animali adulti possono vivere anche più di un anno. In allevamenti di laboratorio raggiungono anche i 2-3 anni di età. Diversi cicli si accavallano durante l'anno ed è quindi possibile trovare contemporaneamente adulti, neanidi e ninfe di ogni età, nonché ooteche.

## Distribuzione e habitat
Diversamente da quanto si potrebbe desumere dal suo nome,  non è originario del Nord America, ma è stato introdotto in tutto il mondo dall'Africa settentrionale, diffuso principalmente attraverso le navi commerciali. È una specie cosmopolita e la sua diffusione è seconda solo a quella della Blattella germanica. In Italia è più frequente nelle regioni meridionali, specialmente nelle città portuali.

Questi insetti vivono sia all'aperto che in luoghi chiusi e preferiscono ambienti bui e umidi sia freschi che caldi. Si sono adattati a vivere negli edifici (in seminterrati, attorno ai tubi dei bagni, negli scarichi delle fognature), sulle navi, nei ristoranti, nelle drogherie, nelle panetterie, nelle serre e, più in generale, ovunque si preparino o conservino derrate alimentari. Negli insediamenti urbani i loro spostamenti si svolgono soprattutto lungo la rete fognaria. Raramente si trovano nelle case, ma, dopo forti piogge, si possono verificare infestazioni anche di questi ambienti. Occasionalmente sono stati trovati sotto le tegole di tetti ed in sottotetti. Possono formare colonie anche enormi, con un numero di individui superiore a 5000 concentrati in un singolo tombino. 
All'aperto frequentano luoghi umidi e ombreggiati nei giardini, in alberi cavi, cataste di legna, pagliai, mucchi di concime o altro materiale organico.

## Rapporti con l'uomo
Lo scarafaggio è morfologicamente predisposto ad agire come vettore meccanico di batteri e altri microorganismi raccolti nella sporcizia che trova sul suo cammino. 
Oltre a veicolare microbi col corpo, con le zampette spinose e con le lunghe antenne, li dissemina nell'ambiente attraverso le deiezioni e rigurgiti. È portatore di enterobatteri e salmonelle. 
Il loro materiale fecale, così come i peli e la cuticola, sono fonti di allergie e malattie asmatiche per molte persone. Inoltre, il loro odore è molto sgradevole.

## Metodi di lotta
Le ooteche sono le forme più resistenti agli agenti ambientali, fisici e chimici, insetticidi compresi. Attualmente il metodo di lotta più efficace nei confronti di questi infestanti si basa sull'utilizzo di esche alimentari. Si sfruttano cosi le abitudini sociali (come la trofallassi) di questi insetti per instaurare all'interno del nido una "mortalità a ciclo chiuso" che porta gradualmente all'eliminazione del nido.